# Zakariás pápa
Szent Zakariás OSB (latinul: Zacharias), (679 körül, Santa Severina – 752. március 15., Róma) volt a 91. pápa a történelem során 741. december 3-tól. Tizenegy éves pontifikátusa alatt aktív diplomáciai kapcsolatokat szőtt. A középkori világ szinte minden általa ismert uralkodójával levelezett. Korának legnagyobb politikusaként kezelték. Konstantinápolyban uralkodása alatt három császár is ült a trónon. Sikerült elérnie a képrombolás megszüntetését. Itáliában békét teremtett a longobárdok és Róma között, visszaszerezte a pápai patrimóniumokat, nemcsak a lombardoktól, hanem a bizánciaktól is, és ezen kívül fontos szövetségre lépett a frankokkal.

## Élete
Az utolsó görög származású pápa volt. Calabriában született, apját a Liber Pontificalis szerint Polichroniusnak nevezték. Papi pályáját bencés szerzetesként kezdte, majd az éleseszű és békeszerető Zakariást III. Gergely pápa diakónussá szentelte fel. Az ő kézjegye is olvasható a 731-es római zsinat határozatán, amely elítéli a bizánci képrombolást.
A pápa egyik legbizalmasabb embere lett, így Gergely halála után, 741. november 29-én már meg is választották Szent Péter legújabb követőjének, és december 3-án felszentelték hivatalába.
Zakariás nem várt császári megerősítésre, ugyanis trónra lépésekor Itáliát háború kerítette hatalmába. III. Gergely ugyan szövetséget kötött Trasamund, spoletoi herceggel, az mégsem teljesítette a pápa akaratát. Így a közelgő lombard seregek ellen Róma magára maradt. Zakariás gyors cselekvésre szánta el magát, és személyesen látogatott el Ternibe, ahol Liutprand longobárd király seregei állomásoztak. Hosszas tárgyalások során elérte, hogy az uralkodó 20 éves békét kössön a Római Hercegséggel. Négy várost (Ameriát, Hortát, Polimartiumot és Blerát) a hercegséghez csatolták vissza, és ráadásul Zakariás visszakapta az összes egyházi patrimóniumot, amelyet a lombardok 30 éven belül vettek el. Ezen eredményeket Zakariás némi pénzzel érte el, de nagyobb szerepet játszott Liutprand döntésében az, hogy a pápa cserébe elismerte a király uralmát a hercegségek felett. Miután a pápa visszatért Rómába, Liutprand tiszteletére a Szent Péter-bazilikában egy kápolnát emeltetett a Megváltónak. Ettől a naptól a pápák a Római Hercegség világi urai is voltak.
A ravennai exarcha és a város érseke is könyörögve ment Zakariáshoz, hogy állítsa helyre az egykori székhely függetlenségét. Az egyházfő egészen Pavia városáig, Liutprand fővárosáig ment, és addig kérlelte a királyt, amíg az végül kivonta seregét a városból. Nem sokkal ezután a lombard király meghalt, és a trón elsőszülött fiára, Hildebrandra szállt, a királyi család tagja, Ratchis azonban elűzte őt a trónról, és maga lett az új király.
Zakariás már korábbról ismerte Ratchist, és jó kapcsolatban volt vele. Az új uralkodó tehát megerősítette elődjének adományait és a békét is. Mivel azonban nem akart bitorlóként uralkodni, ezért 749-ben lemondott a trónról, és feleségével, valamint leányával a Monte Cassino-i kolostorba vonult. Ott tették le szerzetesi esküjüket.
Zakariás sikereket ért el keleti politikájában is. 741-ben III. Leó meghalt. Ekkor elérkezett a pápa ideje, hogy a képrombolást megszüntesse. Követeket küldött Konstantinápolyba V. Konstantin császárhoz. De mire a legátus a fővárosba érkezett, a trónon már nem Konstantin ült, hanem Artabaszdosz, Leó egykori kamarása. A trónbitorlót Zakariás nem akarta elismerni, még akkor sem, ha az új uralkodó megszüntette a képrombolást.
743-ban a trónt sikerült visszaszereznie V. Konstantinnak, aki mellesleg Leó gyermeke volt. Az új császár, hogy megerősítse pozícióit, szüksége volt az egyház támogatására, ezért ő is elítélte a képrombolást, és visszaadta Zakariásnak az elvett itáliai patrimóniumokat.
Az egyházfő jelentős levelezést folytatott a nyugati világ uralkodóival és egyházi vezetőivel is. 743-ban zsinatot hívott össze Lateránba, amelyen a germán egyház problémáit vitatták meg. Szent Bonifác lelkes és fanatikus munkájának köszönhetően ugyanis a mai Németország hatalmas területei tértek át Jézus hitére. 
Bonifác három püspökséget alapított Germánia területén, és kérte Zakariást, hogy adja rájuk áldását. Így született meg a würzburgi, buraburgi és erfurti egyházmegye.
A pápa 741-ben frankföldi követévé nevezte ki Bonifácot, aki a frank uralkodókkal és udvarnagyokkal együttműködve építette az egykori Gallia egyházszervezetét. 745-ben birodalmi zsinatot hívtak össze az eredmények megerősítésére. 751-ben a frank udvarnagy, III. Kis Pipin elűzte trónjáról az utolsó Meroving uralkodót, III. Childerichet. Előtte, Pipin levélben kérte Zakariás támogatását a hatalomátvételhez. Az új uralkodó üzenete szerint felesleges volt királynak nevezni egy olyan embert, akinek nem volt hatalom a kezében. 752-ben tehát a pápa engedélyével Bonifác koronázta meg Frankföld új urát, Pipint. Ezzel a kialakuló pápai állam legnagyobb szövetségesét teremtette meg.
Ravasz diplomáciai lépései mellett sok egyéb ügyet is támogatott. Ezek közül első helyen kell említeni Zakariás jótékonykodását, keresztény cselekedeteit. Napi rendszerességgel osztott alamizsnát a szegényeknek a pápai palota előtt, és amikor velencei kereskedők érkeztek a városba, hogy rabszolgákat vegyenek, és azokat újra eladják a szaracénoknak, Zakariás mindig felvásárolta az összes keresztény rabszolgát, és szabaddá tette őket. Ezen kívül sokszor támogatta a szerzetesi életet, több kolostort is felújíttatott vagy építtetett. De nemcsak kolostorokat hozatott rendbe, hanem Róma több templomát is megújította, és a Lateráni palota is pontifikátusa alatt épült újjá. Görögre fordította I. Gergely Dialógusok című művét, és rendbe szedette az egyházi törvénygyűjteményt is.
752. március 22-én halt meg. A Szent Péter-bazilikában helyezték örök nyugalomra. Később szentté avatták, ünnepét március 22-én tartják.

## Művei
- Documenta Catholica Omnia (latin nyelven). (Hozzáférés: 2011. december 6.)

### Online források
- A pápaság története
- Magyar katolikus lexikon
- Váczy Péter: A középkor története Bp, 1936; 2. kiad. 1943.; reprint kiad. 1991.